# Sheephaven SAC
Sheephaven SAC este o arie protejată (arie specială de conservare — SAC, sit de importanță comunitară — SCI) din Irlanda întinsă pe o suprafață de 1.623,59 ha, integral pe uscat.

## Localizare
Centrul sitului Sheephaven SAC este situat la coordonatele 55°09′37″N 7°51′16″W / 55.1602°N 7.8545°V.

## Înființare
Situl Sheephaven SAC a fost declarat sit de importanță comunitară în iunie 1999 pentru a proteja 1 specie de plante și 14 specii de animale. Situl a fost protejat și ca arie specială de conservare în noiembrie 2019.

## Biodiversitate
Situată în ecoregiunea atlantică, aria protejată conține 12 habitate naturale: Terase mlăștinoase și terase nisipoase neacoperite de apă la reflux, Vegetație anuală la limita mareei, Faleze cu vegetație de pe coastele atlantice și baltice, Salicornia și alte specii anuale care populează regiunile mlăștinoase și nisipoase, Pășuni atlantice udate de apa mării (Glauco-Puccinellietalia maritimae), Pășuni mediteraneene udate de apa mării (Juncetalia maritimi), Dune mobile cu vegetație embrionară, Dune mobile de-a lungul țărmului cu Ammophila arenaria („dune albe”), Dune de coastă fixe cu vegetație erbacee („dune gri”), Depresiuni intradunale umede, Machair (* habitat specific irlandez), Păduri de stejar sesil bătrân cu Ilex și Blechnum în Insulele Britanice.
La baza desemnării sitului se află mai multe specii protejate:
- plante (1): Petalophyllum ralfsii
- păsări (13): rață pitică (Anas crecca), rață fluierătoare (Anas penelope), rață mare (Anas platyrhynchos), Branta bernicla, Branta leucopsis, fugaci de țărm (Calidris alpina), prundaș gulerat mare (Charadrius hiaticula), scoicar (Haematopus ostralegus), culic mare (Numenius arquata), Pyrrhocorax pyrrhocorax, călifar alb (Tadorna tadorna), fluierar cu picioare verzi (Tringa nebularia), nagâț (Vanellus vanellus)
- nevertebrate (1): fluturele auriu (Euphydryas aurinia)

Pe lângă speciile protejate, pe teritoriul sitului au mai fost identificate 1 specie de amfibieni, 2 specii de mamifere, 1 specie de nevertebrate.